# ویزلی پینا گونزالوس
ویزلی پینا گونزالوِس (به پرتغالی: Wescley Pina Gonçalves) مدافع اهل برزیل است که در شهر Vila Velha و در تاریخ ۱۵ فوریهٔ ۱۹۸۴ به دنیا آمده‌است.
ویزلی پینا گونزالوس در تیم‌های فوتبال واسکو دوگاما سابقهٔ حضور دارد.